# Tritonoturris poppei
Tritonoturris poppei is een slakkensoort uit de familie van de Raphitomidae. De wetenschappelijke naam van de soort is voor het eerst geldig gepubliceerd in 1999 door Vera-Pelaez & Vega-Luz.